# Bank BGŻ Team
Uzasadnienie: Patrz: Wikipedia:Poczekalnia/artykuły/2024:11:10:Bank BGŻ Team
Bank BGŻ Team (Bank BGŻ Zawodowa Grupa Kolarska, Bank BGŻ Professional Cycling Team) (Kod UCI: BGZ) – polska zawodowa grupa kolarska założona w Warszawie w 2011 roku.

## Historia

### Chronologia nazw oraz kodów UCI
- 2011: Bank BGŻ Professional Cycling Team (Kod UCI: BGZ)

### Powstanie
W zawodowym peletonie po sezonie 2010 powstała luka po zespole DHL - Author, który został rozwiązany. Już w grudniu 2010 roku poinformowano, że na bazie kolarzy rozwiązanej grupy powstanie nowa grupa. Jej głównym sponsorem i właścicielem został Bank BGŻ. Jednocześnie bank ten zakończył czteroletnią współpracę sponsorską z Polskim Związkiem Kolarskim.
Dyrektorem sportowym został Zbigniew Szczepkowski, który bazując na kolarzach grupy DHL - Author, stworzył nową grupę.

### Sezon 2011 – Bank BGŻ Team
W pierwszym roku funkcjonowania grupa została zarejestrowana w UCI Continental Teams.

#### Skład
| Imię i nazwisko    | Data urodzenia | Narodowość |
| Paweł Cieślik      | 12.04.1986     | Polska     |
| Konrad Czajkowski  | 11.02.1988     | Polska     |
| Artur Detko        | 18.02.1983     | Polska     |
| Krzysztof Jeżowski | 30.08.1975     | Polska     |
| Piotr Kieblesz     | 29.03.1989     | Polska     |
| Tomasz Lisowicz    | 23.02.1977     | Polska     |
| Jarosław Rębiewski | 27.02.1974     | Polska     |
| Radosław Romanik   | 16.01.1967     | Polska     |
| Patrick Schubert   | 21.03.1984     | Niemcy     |
| Radosław Świątek   | 13.02.1991     | Polska     |
| Paweł Sztobryn     | 31.03.1989     | Polska     |
| Piotr Sztobryn     | 31.03.1989     | Polska     |
| Marcin Urbanowski  | 04.11.1988     | Polska     |

| Imię i nazwisko       | funkcja  | Narodowość |
| Zbigniew Szczepkowski | menedżer | Polska     |
| Grażyna Danielewicz   | menedżer | Polska     |

#### Sprzęt
Rower: Author CA 7700
Rama: Author high toughness resin carbon monocoque, 700C
Widelec: Author high toughness resin carbon monocoque
Hamulce: Shimano Dura Ace
Obręcze i szprychy : kompletne koła Mavic Cosmic Carbone SL
Opony: Panaracer Extreme Evo 3 Kevlar 700x23c

#### Sukcesy
- 1. miejsce, 5. etap Wyścig Szlakiem Bursztynowym: Krzysztof Jeżowski
- 1. miejsce, 3. etap Bałtyk - Karkonosze Tour: Krzysztof Jeżowski
- 1. miejsce, 6. etap Bałtyk - Karkonosze Tour: Artur Detko
- 1. miejsce, 4. etap Tour de Slovaquie: Paweł Cieślik
- 1. miejsce, klasyfikacja generalna Tour de Rybnik: Jarosław Rębiewski

### Sezon 2012 – Bank BGŻ Team
W kolejnym roku grupa ponownie została zarejestrowana w UCI Continental Teams.

#### Skład
| Imię i nazwisko    | Data urodzenia | Narodowość |
| Łukasz Bodnar      | 10.05.1982     | Polska     |
| Paweł Brylowski    | 29.06.1989     | Polska     |
| Paweł Cieślik      | 12.04.1986     | Polska     |
| Konrad Czajkowski  | 11.02.1988     | Polska     |
| Błażej Janiaczyk   | 27.01.1983     | Polska     |
| Krzysztof Jeżowski | 30.08.1975     | Polska     |
| Michał Podlaski    | 13.06.1988     | Polska     |
| Tomasz Smoleń      | 03.02.1983     | Polska     |
| Adam Stachowiak    | 10.07.1989     | Polska     |
| Piotr Sztobryn     | 31.03.1989     | Polska     |
| Mariusz Witecki    | 10.05.1981     | Polska     |

| Imię i nazwisko       | funkcja  | Narodowość |
| Zbigniew Szczepkowski | menedżer | Polska     |
| Szymon Krotosz        | menedżer | Polska     |

#### Sprzęt
Rower: Author CA 77
Rama: Author carbon monocoque 700c
Widelec: Author carbon monocoque
Hamulce: Shimano Dura Ace
Obręcze i szprychy : kompletne koła Mavic Cosmic Carbone SL
Opony: Panaracer Race Type A Kevlar 700x23c

#### Sukcesy
- 1. miejsce, Memoriał Andrzeja Trochanowskiego: Tomasz Smoleń
- 1. miejsce, kryterium Szlakiem Grodów Piastowskich: Łukasz Bodnar
- 1. miejsce, 2. etap Małopolski Wyścig Górski: Paweł Cieślik
- 1. miejsce, 7. etap Bałtyk - Karkonosze Tour: Paweł Cieślik
- 1. miejsce, 5. etap Tour de Slovaquie: Tomasz Smoleń
- 1. miejsce, klasyfikacja generalna Memoriał Józefa Grundmana: Mariusz Witecki

### Sezon 2013 – Bank BGŻ Team
W trzecim roku funkcjonowania grupa została zarejestrowana w UCI Continental Teams.
Poza startami na szosie, kolarze grupy startować będą w sezonie 2013 w wyścigach na torze.

#### Skład
| Imię i nazwisko   | Data urodzenia | Narodowość |
| Dariusz Batek     | 27.04.1986     | Polska     |
| Łukasz Bodnar     | 10.05.1982     | Polska     |
| Paweł Brylowski   | 29.06.1989     | Polska     |
| Mieszko Bulik     | 19.07.1990     | Polska     |
| Paweł Cieślik     | 12.04.1986     | Polska     |
| Konrad Czajkowski | 11.02.1988     | Polska     |
| Błażej Janiaczyk  | 27.01.1983     | Polska     |
| Patryk Komisarek  | 03.03.1993     | Polska     |
| Mateusz Nowaczek  | 13.03.1991     | Polska     |
| Michał Podlaski   | 13.06.1988     | Polska     |
| Tomasz Smoleń     | 03.02.1983     | Polska     |
| Adam Stachowiak   | 10.07.1989     | Polska     |
| Adrian Tekliński  | 03.11.1989     | Polska     |
| Mariusz Witecki   | 10.05.1981     | Polska     |

| Imię i nazwisko       | funkcja            | Narodowość |
| Zbigniew Szczepkowski | menedżer           | Polska     |
| Szymon Krotosz        | asystent menedżera | Polska     |
| Łukasz Dudała         | asystent menedżera | Polska     |
| Zbigniew Broszczak    | masażysta          | Polska     |
| Krzysztof Kula        | mechanik           | Polska     |

#### Sprzęt
Rower: Author CA 77
Rama: Author carbon monocoque 700c
Widelec: Author carbon monocoque
Hamulce: Shimano Dura Ace
Obręcze i szprychy : kompletne koła Mavic Cosmic Carbone SL
Opony: Panaracer Race Type A Kevlar 700x23c

#### Sukcesy

##### kolarstwo torowe
- 1. miejsce, Puchar Polski w kolarstwie torowym - madison: Mateusz Nowaczek / Paweł Brylowski
- 1. miejsce, Puchar Polski w kolarstwie torowym - scratch: Adrian Tekliński
- 1. miejsce, Puchar Polski w kolarstwie torowym - wyścig punktowy: Mateusz Nowaczek